# Aeroporti in Bulgaria
Questa voce contiene un elenco degli aeroporti civili e militari in Bulgaria.

## Aeroporti internazionali
| Aeroporto                     | Città            | ICAO | IATA | Coordinate |
| Aeroporto di Burgas           | Burgas           | LBBG | BOJ  |            |
| Aeroporto di Gorna Orjahovica | Gorna Orjahovica | LBGO | GOZ  |            |
| Aeroporto di Plovdiv          | Plovdiv          | LBPD | PDV  |            |
| Aeroporto di Sofia            | Sofia            | LBSF | SOF  |            |
| Aeroporto di Stanke Dimitrov  | Dimitrov         | LB22 |      |            |
| Aeroporto di Stara Zagora     | Stara Zagora     | LBSZ | SZR  |            |
| Aeroporto di Varna            | Varna            | LBWN | VAR  |            |
| Aeroporto di Vidin Smurdan    | Vidin            | LBVD | VID  |            |

## Aeroporti minori
| Aeroporto                          | Città             | ICAO | IATA | Coordinate |
| Aeroporto di Balčik                | Balčik            | LB25 |      |            |
| Aeroporto di Dolna Mitropoliya     | Dolna Mitropoliya | LB41 |      |            |
| Aeroporto di Golyama Smolnitsa     | Golyama Smolnitsa | LB35 |      |            |
| Aeroporto di Graf Ignatievo Sud    | Graf Ignatievo    | LB39 |      |            |
| Aeroporto di Kamenets              | Kamenets          | LB42 |      |            |
| Aeroporto di Konush                | Konush            | LB32 |      |            |
| Aeroporto di Leskovo               | Leskovo           | LB33 |      |            |
| Aeroporto di Levski                | Levski            | LB31 |      |            |
| Aeroporto di Maslarevo             | Maslarevo         | LB29 |      |            |
| Aeroporto di Mustrak               | Mustrak           | LB38 |      |            |
| Aeroporto di Petrič                | Petrič            | LB45 |      |            |
| Aeroporto di Podem                 | Podem             | LB27 |      |            |
| Aeroporto di Sokolovo              | Sokolovo          | LB36 |      |            |
| Aeroporto di Stefanovo             | Stefanovo         | LB34 |      |            |
| Aeroporto di Stryama               | Stryama           | LB30 |      |            |
| Aeroporto di Tsalapitsa            | Tsalapitsa        | LB11 |      |            |
| Aeroporto di Turgovishte Bukhovtsi | Bukhovtsi         | LBTG |      |            |
| Aeroporto di Veren                 | Veren             | LB28 |      |            |

## Aeroporti militari
| Aeroporto                          | Città          | ICAO | IATA | Coordinate |
| Base aerea di Bezmer               | Bezmer         | LB44 | JAM  |            |
| Base aerea di Cheshnegirovo        | Cheshnegirovo  | LB23 |      |            |
| Base aerea di Dobrič               | Dobrič         | LB43 |      |            |
| Base aerea di Gabrovnitsa          | Gabrovnitsa    | LB15 |      |            |
| Base aerea di Graf Ignatievo       | Graf Ignatievo | LB21 |      |            |
| Base aerea di Kumaritsa            | Kumaritsa      | LB20 |      |            |
| Base aerea di Malevo               | Malevo         | LB26 |      |            |
| Base aerea di Radomir              | Radomir        | LB13 |      |            |
| Aeroporto di Straklevo             | Shtraklevo     | LB24 | ROU  |            |
| Base aerea di Polkovnik Lambrinovo | Silistra       | LB12 | SLS  |            |
| Base aerea di Sliven               | Sliven         | LB17 |      |            |
| Base aerea di Tenevo               | Tenevo         | LB18 |      |            |
| Base aerea di Uzundzhovo           | Uzundzhovo     | LBHS | HKV  |            |
| Base aerea di Zimnitsa             | Zimnitsa       | LB19 |      |            |